# Anton Joedin
Anton Nikolajevitsj Joedin (Russisch: Антон Николаевич Юдин) (Wolgograd, 26 augustus 1972), is een voormalig professionele basketbalspeler die speelde voor het nationale team van Rusland.

## Carrière
Joedin begon zijn profcarrière bij CSKA Moskou in 1990. In 1991 ging Joedin naar Aquarius Wolgograd. In 1996 keerde hij terug naar CSKA Moskou. Met CSKA werd Joedin twee keer landskampioen van Rusland in 1997 en 1998. In 1998 stapte Joedin over naar Arsenal Toela en werd derde in 1999 om het landskampioenschap. In 1999 ging Joedin naar UNICS Kazan. Met UNICS werd Joedin één keer Bekerwinnaar van Rusland in 2003. Ook won Joedin met UNICS de NEBL in 2003. In 2003 verliet Joedin UNICS en vertrok weer naar CSKA Moskou. Met CSKA werd Joedin één keer landskampioen in 2004. In 2004 ging Joedin spelen voor Dinamo Oblast Moskou. In 2005 keerde hij terug naar UNICS Kazan. In 2006 ging Joedin spelen voor Spartak Sint-Petersburg. In 2010 stopte Joedin met basketballen.
Met het nationale team van de Rusland speelde Joedin op het Europees kampioenschap basketbal in 2001. Ze werden vijfde.
In 2010 werd Joedin assistent-coach bij Spartak Sint-Petersburg. In 2014 stapte hij over naar CSKA Moskou om als assistent-coach te gaan werken. Na als coach bij de tweede teams van Zenit Sint-Petersburg en CSKA Moskou te hebben gewerkt, begon hij voor het eerst als hoofdcoach in 2025 bij Lokomotiv-Koeban Krasnodar.

## Erelijst
- Landskampioen Rusland: 3
  - Winnaar: 1997, 1998, 2004
  - Tweede: 2001, 2002
  - Derde: 1999, 2000, 2003
- Bekerwinnaar Rusland: 1
  - Winnaar: 2003
- NEBL: 1
  - Winnaar: 2003